# Nguyên Ngọc
Nguyên Ngọc (tên khai sinh là Nguyễn Văn Báu; sinh năm 1932) là một nhà văn, nhà báo, biên tập, dịch giả, nhà nghiên cứu văn hóa, giáo dục nổi tiếng của Việt Nam. Ông còn được xem là một nhà văn quân đội, gắn bó mật thiết với chiến trường Tây Nguyên, từng được phong hàm Đại tá Quân đội nhân dân Việt Nam; được tặng Giải thưởng Nhà nước về Văn học Nghệ thuật vào năm 2001. Về sau, ông trở thành một nhà hoạt động xã hội với quan điểm không chính thống (người bất đồng chính kiến) và đã tuyên bố rút khỏi Đảng Cộng sản Việt Nam.

## Thân thế
Nguyên Ngọc (tên khai sinh là Nguyễn Văn Báu, bút danh là Nguyễn Trung Thành) sinh ngày 5 tháng 9 năm 1932 tại Đà Nẵng, nguyên quán ở Bình Triều, huyện Thăng Bình, tỉnh Quảng Nam trong một gia đình có 5 anh chị em. Ông là con của một viên chức bưu điện. Thuở nhỏ ông sống tại Hội An. Năm 1950, khi đang học trung học chuyên khoa (nay là trung học phổ thông) tại Trường Phổ thông Lê Khiết (Quảng Ngãi), ông gia nhập Quân đội nhân dân Việt Nam, chủ yếu hoạt động ở Tây Nguyên – chiến trường chính của Liên khu V bấy giờ. Sau một thời gian ở đơn vị chiến đấu, ông chuyển sang làm phóng viên báo Quân đội nhân dân Liên khu V và lấy bút danh Nguyên Ngọc. Ông được phong hàm Đại tá Quân đội nhân dân Việt Nam.
Ông là đại biểu Quốc hội khóa IV (1976-1981); từng giữ các chức vụ Bí thư đảng đoàn kiêm Phó tổng thư ký Hội Nhà văn Việt Nam, Tổng biên tập , Trưởng ban sáng tác Hội Nhà văn Việt Nam. Năm 1995, Nguyên Ngọc từ chức Tổng biên tập báo Văn nghệ và nghỉ hưu.

## Văn nghiệp
Sau Hiệp định Genève, ông tập kết ra Bắc và viết tiểu thuyết Đất nước đứng lên dưới bút danh Nguyên Ngọc, kể về cuộc kháng chiến chống Pháp của người Ba Na, tiêu biểu là anh hùng Núp và dân làng Kông-Hoa, dựa trên câu chuyện có thật của anh hùng Núp. Tác phẩm Tác phẩm khi xuất bản được nhiều người yêu thích và hâm mộ và nhận được Giải thưởng của Hội Văn nghệ Việt Nam (1955). Sau này cuốn truyện được dựng thành phim. Trong những truyện Nguyên Ngọc viết giai đoạn này gây chú ý là tập truyện ngắn Rẻo cao tạo được tiếng vang về văn phong; truyện Mạch nước ngầm gây nhiều tranh cãi vì đã đề cập khác với nhận thức của số đông thời ấy về cách nhìn con người, kể cả con người có thành tích, danh hiệu.
Năm 1962 ông trở lại miền Nam hoạt động ở chiến trường Khu V, ông viết văn với bút danh Nguyễn Trung Thành. Tác phẩm được phổ biến và nhiều người biết tới: Đường chúng ta đi (bút ký, 1965), Đất Quảng (1971, tiểu thuyết, tập 1), Rừng xà nu (tập truyện ký, 1969, Giải thưởng Văn nghệ Nguyễn Đình Chiểu, Giải thưởng Hoa Sen của Hội Nhà văn Á Phi). Thời gian này ông là Chủ tịch chi hội Văn nghệ giải phóng miền Trung Trung Bộ, phụ trách Tạp chí Văn nghệ Quân giải phóng của quân khu V.
Trong thời kỳ Đổi mới và phong trào Cởi Mở, ông đã có những đổi mới quan trọng về nội dung tư tưởng của tờ báo và được coi là người có công phát hiện, nâng đỡ nhiều nhà văn tên tuổi sau này như Nguyễn Huy Thiệp, Nguyễn Ngọc Tư, Phạm Thị Hoài, Bảo Ninh, Hoàng Minh Tường... Tờ báo của Hội Nhà văn Việt Nam, lần đầu tiên sau bao nhiêu năm, được người đọc xếp hàng chờ mua, số lượng in lên tới hơn vạn bản... Ông cũng dành nhiều tình cảm trân trọng đối với các nhà văn khác như Nguyễn Thi, Nguyễn Minh Châu, Nguyễn Khải.
Bút ký Các bạn tôi ở trên ấy viết về Tây Nguyên của ông (NXB Trẻ 2013) được giải thưởng văn xuôi năm 2013 của Hội Nhà văn Hà Nội. Cuốn Có một con đường mòn trên Biển Đông của ông (NXB Trẻ tái bản, 2014) được dịch ra tiếng Nhật và phát hành tại Nhật Bản tháng 10 năm 2017.
Năm 2001, ông được tặng Giải thưởng Nhà nước về Văn học Nghệ thuật với cụm tác phẩm: Đất nước đứng lên (tiểu thuyết), Rừng xà nu (truyện ngắn), Trên quê hương những anh hùng Điện Ngọc (ký) và Đường mòn Hồ Chí Minh trên biển (kịch bản phim).

## Hoạt động xã hội
Sau khi nghỉ hưu (1995), Nguyên Ngọc tham gia tích cực trong lĩnh vực văn hóa, giáo dục, gìn giữ bản sắc văn hóa dân tộc và chấn hưng giáo dục Việt Nam. Là thành viên chủ chốt trong các hoạt động: Quỹ Văn hóa và Giải thưởng Văn hóa Phan Châu Trinh; Dự án và Giải thưởng Sách Hay; Đại học Phan Châu Trinh; Viện Phan Châu Trinh. Giai đoạn này ông đã xuất bản các cuốn sách: Tản mạn nhớ và quên, NXB Văn Nghệ TP.HCM, 2004; Nghĩ dọc đường, NXB Văn Nghệ TP.HCM, 2005; Lắng nghe cuộc sống, NXB Văn Nghệ TP.HCM, 2006; Bằng đôi chân trần, NXB Văn Nghệ TP.HCM, 2008; sách dịch: Độ không của lối viết (Rolland Barthes), Nghệ thuật tiểu thuyết (Milan Kundera), Văn học là gì? (Jean - Paul Sartre, NXB Văn học 2013), Rừng, Đàn bà, Điên loạn (Jacques Dournes, NXB Hội Nhà văn 2013).
Được xem là một chuyên gia về Tây Nguyên, trong buổi hội thảo vào tháng 4 năm 2009 về vấn đề khai thác bauxite ở Việt Nam, ông cho biết ý kiến chưa đồng tình với chính sách của chính phủ.
Ông cũng từng tham gia phong trào quần chúng biểu tình phản đối việc gây hấn, xâm lược của Trung Quốc ở Biển Đông năm 2011 trong bối cảnh có sự ngăn cấm. Ngày 22 tháng 8 năm 2011, Đài Truyền hình Hà Nội có làm một chương trình về sự việc này, trong đó có đoạn phát thanh viên nói "một số phần tử phản động tham gia biểu tình", đồng thời khung hình đang quay cảnh Nguyên Ngọc và hai trí thức khác là giáo sư Nguyễn Huệ Chi, tiến sĩ Nguyễn Văn Khải. Sự việc này làm ông bất bình và đã gửi thư phản đối lên Bí thư Thành ủy Hà Nội.
Năm 2000, Nguyên Ngọc được Nhà nước Việt Nam tặng Huân chương Độc lập nhưng ông đã vắng mặt trong buổi lễ trao tặng. Sau đó đại diện Hội Nhà văn đã phải mang Huân chương đến tận nhà cho ông.
Nguyên Ngọc có tên trong danh sách đề cử Giải thưởng Hồ Chí Minh năm 2011, một giải thưởng cao quý của Việt Nam, nhưng ông đã xin rút và chỉ nói: “Tôi không làm hồ sơ và cũng không quan tâm đến chuyện này”.

## Tuyên bố từ bỏ Hội Nhà văn Việt Nam
Ngày 12 tháng 5 năm 2015, trong một tuyên bố được đăng tải trên mạng xã hội, nhà văn Nguyên Ngọc cùng 19 nhà văn, nhà thơ khác tuyên bố từ bỏ Hội Nhà văn Việt Nam kể từ ngày 11 tháng 5 năm 2015.

## Bị đề nghị rút toàn bộ tác phẩm ra khỏi sách giáo khoa
Ngày 13 tháng 3 năm 2018, Ban Tuyên giáo Trung ương ra công văn yêu cầu Ban cán sự Đảng Bộ Giáo dục và Đào tạo rút toàn bộ tác phẩm của các tác giả tham gia Tổ chức 'Văn Đoàn Độc lập' ra khỏi Chương trình sách giáo khoa.

## Tuyên bố ra khỏi Đảng Cộng sản Việt Nam
Ngày 26 tháng 10 năm 2018, ông tuyên bố ra khỏi Đảng Cộng sản Việt Nam nhân sự kiện Phó giáo sư, Tiến sĩ Chu Hảo bị Ủy ban Kiểm tra Trung ương Đảng đề nghị kỷ luật. Trong tuyên bố, nhà văn Nguyên Ngọc cho biết đã định ra khỏi Đảng từ lâu, nhưng không có ý định gây ồn ào. Nay sau việc Ủy ban Kiểm tra Trung ương Đảng kỷ luật Phó giáo sư, Tiến sĩ Chu Hảo, ông muốn tỏ rõ thái độ đối với thông báo của Đảng.

## Nhận định, tranh cãi
| “                  | Dường như càng năm càng tuổi, thầy Ngọc của tôi càng muốn sống nhiều hơn trong không gian đường trường. Sài Gòn - Gia Định, mũi Cà Mau, miền Tây, miền Đông, Quảng Trị, Thừa Thiên, miền Nam Trung Bộ, các tỉnh huyện đồng bằng miền Bắc, vùng núi non biên giới, hải đảo... từ năm 1975 tới nay có còn ngả đường nào, có còn miền quê nào của đất nước mà ông chưa dọc ngang trải qua. Ông đi nhiều nhưng không chỉ để ngao du sơn thủy, không đi chỉ để thưởng thức phong cảnh, không lang bang phiêu bạt chỉ để nhìn ngó nghe ngóng lớt phớt, mà đi như vậy là cách ông nhập thân, hoặc còn hơn thế nữa, xả thân vào với thực trạng đất nước và dân tình để có thể không ngừng suy nghĩ và viết, thực thi nghĩa vụ nhà văn theo đúng với tín niệm nhân sinh và văn chương của ông. | ” |
| — nhà văn Bảo Ninh | |   |

| “                                                              | Tôi cũng như nhiều nhà văn trẻ, ai cũng yêu mến, kính trọng tài năng, tâm huyết của Nguyên Ngọc, nhưng đôi lúc e ngại, băn khoăn trao đổi với nhau: “Sao anh ấy cực đoan thế nhỉ, cực đoan cả trong lý luận suy nghĩ cả trong phong cách sống”, nhưng rồi lại cười xòa vui vẻ: “Là Quảng Nam hay cãi ấy mà!" | ” |
| — Nguyễn Thị Ngọc Trai - nguyên Phó tổng biên tập báo Văn nghệ | |   |

- Theo công kích của nhà báo Hoàng Hải Vân (Huỳnh Kim Sánh) đang trên facebook ngày 7 tháng 9 năm 2022, trong thời gian ở miền bắc, ông tham gia tích cực vào việc công kích phản bác nhóm Nhân Văn Giai phẩm.[11] Nhà khoa học Dương Tú và nhà thơ Thái Hạo sau đó cho rằng nhà báo Hoàng Hải Vân sử dụng thủ pháp thao túng tâm lý trong bài viết của mình nhằm bôi nhọ nhà văn Nguyên Ngọc.

## Tác phẩm chính
- Đất nước đứng lên (tiểu thuyết, 1955)
- Mạch nước ngầm (truyện vừa, 1959)
- Rẻo cao (tập truyện ngắn, 1962)
- Rừng xà nu (truyện ngắn, 1965)
- Trên quê hương những anh hùng Điện Ngọc (tập truyện và ký, 1969)
- Đất Quảng (tiểu thuyết 2 tập, 1971 - 1974)
- Tháng Ninh Nông (tập truyện và ký, 1999)
- Tản mạn nhớ và quên (tập ký, 2004)
- Nghĩ dọc đường (2005)
- Lắng nghe cuộc sống (2006)
- Bằng đôi chân trần (2008)
- Các bạn tôi ở trên ấy (tập bút ký, 2013)
- Đường chúng ta đi
- Có một đường mòn trên biển Đông
- Cát cháy

## Vinh danh
- Giải thưởng Nhà nước về Văn học Nghệ thuật năm 2001
- Huân chương Độc lập hạng ba[4]

### Giải thưởng văn học
- Giải thưởng của Hội Văn nghệ Việt Nam năm 1955 với tiểu thuyết "Đất nước đứng lên".
- Giải thưởng Văn nghệ Nguyễn Đình Chiểu, Giải thưởng Hoa Sen của Hội Nhà văn Á Phi (1969) với tập truyện ký Rừng xà nu.
- Giải thưởng văn xuôi năm 2013 của Hội Nhà văn Hà Nội với bút ký Các bạn tôi ở trên ấy.